# Соколово (гміна Бжешць-Куявський)
Соколово (пол. Sokołowo) — село в Польщі, у гміні Бжешць-Куявський Влоцлавського повіту Куявсько-Поморського воєводства.
Населення — 130 осіб (2011).
У 1975-1998 роках село належало до Влоцлавського воєводства.

## Демографія
Демографічна структура станом на 31 березня 2011 року:
|          | Загалом | Допрацездатний вік | Працездатний вік | Постпрацездатний вік |
| -------- | ------- | ------------------ | ---------------- | -------------------- |
| Чоловіки | 72      | 21                 | 38               | 13                   |
| Жінки    | 58      | 8                  | 34               | 16                   |
| Разом    | 130     | 29                 | 72               | 29                   |